# Eurosport 1
Eurosport 1 је сателитски канал, доступан у 73 земље, на 21 језику. Покренут је 1989. године под именом Eurosport. Данашњи назив добио је 2015. године. Подружница је компаније Discovery, Inc. од 2015. године и део компаније Eurosport.